# Гери-Никол
Гери-Никол Николаева Георгиева, по-известна само като Гери-Никол, е българска поп, попфолк и арендби певица.

## Биография
Гери-Никол е родена на 30 юли 1998 г. в град Варна.
На десетгодишна възраст играе в главната роля в късометражния български филм „Съдба“, който е излъчван по NOVA, но няма записи. Записва се в музикалното училище във Варна. В седми клас започва уроци по пеене и солфеж. Завършва първа в паралелката „Поп и джаз пеене“ в Националното училище по изкуства „Добри Христов“ във Варна.
Поради неизвестни причини Гери-Никол напуска музикалното училище и се записва в ЧЕГ „Джордж Байрон“ – Варна, където намира по-добро разбиране и подкрепа както от съученици, така и от преподаватели. Участва на два международни фестивала, единия от които Crystal Stars през 2013 г. в Румъния, а другия – в Москва през 2014 г. Прибира се с призови награди, но решава, че това не е нейното мястото за изява.
През лятото на 2014 г., ден преди да навърши 16 години, участва в кастинг в риалити шоуто X-Factor и предизвиква интерес още с първата си поява, където изпълнява песните Flawless на Бионсе и A Little Party Never Killed Nobody на Фърги. Малко по-късно журито решава, че тя ще бъде част от група Sweet 16, заедно с Мишел Страмински и Христина Христова. Момичетата сформират групата Sweet 16 и преминават тренировъчните лагери заедно в къщата на съдиите и се представят успешно на седем от големите концерти, излъчвани директно по NOVA. Журито на формата е впечатлено от изявата на трите грации, а Мария Илиева заявява, че групата им е най-успешния опит и резултат за момичешка банда в цялата ни поп-култура.
През 2015 г. започва самостоятелната си кариера с появата на дебютната ѝ песен „Ела и си вземи“ – дует с Криско, а според личния ѝ сайт песента се била превърнала в един от най-големите хитове на лятото и се излъчва от много радиостанции. В края на годината излиза видеоклипът към песента „Момиче като мен“. Според личния сайт на певицата клипът бил гледан от рекорден брой зрители в Интернет, но предизвиква скандал поради искането на Държавната агенцията за закрила на детето от СЕМ да прецени дали съдържанието му е нецензурно и да го спре. СЕМ отказва да разгледа казуса поради липса на законови норми. 
През 2016 г. Гери-Никол записва песента I'm The Queen, а по-късно ѝ прави английска версия. Тя описва песента като феминистка. На 6 декември 2016 г. излиза „Готина и луда“.
На 30 май 2017 г. излиза One Of A Kind, а на 20 юли 2017 г. излиза „Напрао ги убивам" – дует със 100 кила. Това е най-известната ѝ песен с над 50 милиона гледания.
Гери-Никол издава 2 песни през 2018 г. През лятото излиза песента „Над закона“, чиято премиера е на 15 юни и има близо 10 милиона гледания. Приключва годината с песента „Устни“.
На 17 май 2019 г. излиза колаборацията ѝ с „Бандата на ръба“ – „Шефе, шефе“. В последния ден от 2019 г. издава нова песен в дует със 100 кила – „Дръжте се мъжки“, която има над 3 милиона гледания.
През 2020 г. записва песента „Гледай ме“, през 2021 г. – „Бутай“, през 2022 г. – „Биткойн“, а през 2023 г. – „Моля те“.